# Max Willi Sahmland

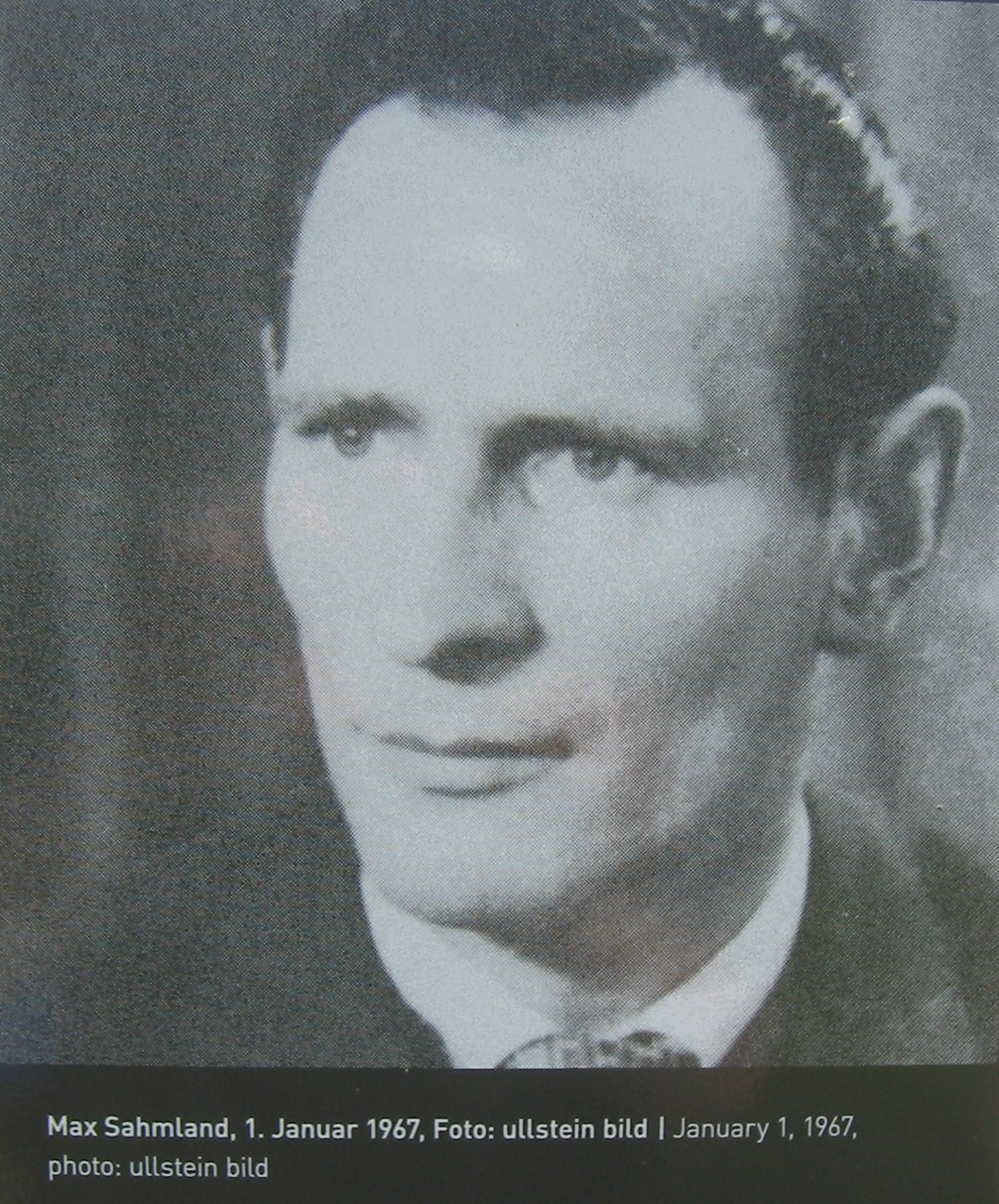
Max Sahmland

Max Sahmland (ur. 28 marca 1929 w Berlinie, zm. 27 stycznia 1967 tamże) – ofiara śmiertelna Muru Berlińskiego zastrzelona przez żołnierzy wojsk granicznych NRD podczas próby ucieczki do Berlina Zachodniego.

## Życiorys
Po ukończeniu szkoły Sahmland zatrudnił się do pracy w rolnictwie. W późniejszym okresie pracował jako kowal w zakładach budowy maszyn w Wildau. Na początku 1961 r. przeniósł się z nieznanych przyczyn bez żony i dwójki dzieci do Berlina Zachodniego, z tak samo nieznanego powodu wrócił jednak krótko potem do wschodniej części miasta. Jako że w międzyczasie rozpadło się jego małżeństwo, popadł w chorobę alkoholową, co doprowadziło z kolei do dalszych problemów. Jako sprawca wypadku drogowego skazany został w 1964 r. na karę półtora roku pozbawienia wolności, kolejny wyrok sześciu miesięcy więzienia zapadł w styczniu 1967 r. po tym, jak w stanie nietrzeźwym pobił swoją partnerkę oraz obraził interweniujących policjantów. Chcąc uniknąć kolejnej kary oraz przymusowego osadzenia w ośrodku odwykowym, Sahmland zdecydował się wraz ze swoją partnerką uciec z NRD.

## Ucieczka i okoliczności śmierci
Pierwsze dwie próby ucieczki zakończyły się niepowodzeniem pozostając jednak bez jakichkolwiek konsekwencji. Podczas trzeciej para zdecydowała się uciec w towarzystwie znajomej, z którą wieczorem 26 stycznia 1967 r. udała się rowerami do dworca w podberlińskim Zeuthen, skąd wszyscy pojechali dalej kolejką miejską S-Bahn do wschodnioberlińskiej dzielnicy Adlershof. Stamtąd udali się w rejon umocnień granicznych, który Sahmland znał w związku z pracą w pobliskiej oczyszczalni ścieków. Warunki pogodowe były tej nocy złe, widoczność utrudniały padający deszcz oraz wiatr. W okolicznościach niniejszych trójka uciekinierów czołgała się pomiędzy nierównościami terenu, po czym zbliżyła się do pierwszego z płotów zabezpieczających, który Sahmland przeciął nożycami do cięcia drutu. Podczas próby ominięcia płotu sygnałowego uruchomił jednak około godziny 2.30 urządzenie alarmowe. Pełniący służbę na jednej z wieżyczek wartownicy natychmiast otworzyli ogień trafiając mężczyznę, ten kontynuował jednak ucieczkę dopadając brzegu Teltowkanal oddzielającego dwie części Berlina, po czym wskakując do wody skierował się ku nabrzeżu Berlina Zachodniego. Żołnierze wojsk granicznych kontynuowali pościg strzelając nawet w momencie gdy Sahmland osiągnął już przeciwległy brzeg kanału. Z pomocą uciekającemu pospieszyło dwóch robotników położonych nieopodal zakładów, bardzo szybko sami musieli schronić się jednak przed kulami wciąż strzelających żołnierzy NRD. Po przybyciu na miejsce zdarzenia zachodnioberlińskiej policji i straży pożarnej, po uciekającym zaginął wszelki ślad. Zwłoki wydobyto 8 marca 1967 r., w trakcie obdukcji ustalono, iż Sahmland został wielokrotnie trafiony i zmarł m.in. wskutek przestrzelenia płuca.

## Następstwa
Pozostające w tyle za Sahmlandem i przerażone strzelaniną współuciekinierki wycofały się z powrotem na terytorium NRD i wróciły nie niepokojone do swoich mieszkań w Berlinie Wschodnim. Już następnego dnia zostały jednak aresztowane i niedługo potem skazane na wielomiesięczne kary więzienia pod zarzutem „nielegalnego przekroczenia granicy” oraz „podżegania do ucieczki z kraju”. Zabitego pochowano w kwietniu tego samego roku na cmentarzu Parkfriedhof w zachodnioberlińskim okręgu Neukölln. W celu uniemożliwienia matce ofiary udziału w pogrzebie syna bezpieka NRD posunęła się do wydania względem jej osoby zakazu swobodnego podróżowania.
Domniemany sprawca śmiertelnego postrzału stanął przed sądem w 2000 r., z braku jakichkolwiek dowodów jeszcze w tym samym roku został jednak uniewinniony.